# Florian Vernet
Pour les articles homonymes, voir Vernet.
Florian Vernet (Béziers, 19 avril 1941) est un linguiste, pédagogue et écrivain occitan. Il a été professeur d'occitan à l'Université Paul Valéry de Montpellier avant de prendre la retraite en 2006. Il est aussi un des membres de l'Acadèmia Occitana-Consistòri del Gay Saber, et également du conseil linguistique du Congrès permanent de la lenga occitana et de l'Institut d'Estudis Araneses-Acadèmia Aranesa de la Lenga Occitana.

## Biographie
Florian Vernet est né en 1941 dans une famille où l'occitan de Béziers se mêlait au languedocien méridional. Il a obtenu son CAPES d'espagnol en 1965 et en 1969, il est allé en Provence pour travailler au lycée de Brignoles. Il est devenu ensuite, trois ans après, enseignant d'occitan dans ce même établissement. Mais avant, dès 1975, il a travaillé aussi comme chargé de cours d'occitan à l'école normale de Draguignan où il a enseigné jusqu'en 1988.
Il a publié quelques-unes de ses œuvres en feuilleton dans la page « Mesclum » du journal La Marseillaise entre 1992 et 1997.
Il est arrivé ensuite à l'Université de Montpellier et en septembre 1998 il est devenu le directeur du département d'occitan.
En 1992, il a reçu le Prix Joan Bodon pour Miraus escurs.
Son recueil de nouvelles Vidas e engranatges lui a fait gagner le Prix Jaufre Rudèl en 2005. Il obtient le prix littéraire des étudiants d'occitan de l'université de Montpellier
en 2025.
En 2011 il a donné au CIRDOC une œuvre manuscrite sur les emprunts du français à l'occitan.

## Œuvres

### Romans
- Qualques nòvas d'endacòm mai. Toulouse: Institut d'Estudis Occitans, A tots 21, 1976.
- Miraus escurs e rabats de guingòi. [Toulouse?]: Institut d'Estudis Occitans, 1991,  (ISBN 2-85910-121-7).
- E freud dins aquò? seguit de My name is Degun. Tolosa: Institut d'Estudis Occitans, A tots-Crimis 126, 1995,  (ISBN 2-85910-185-3).
- Comedias provençalas = Comédies provençales (avec Gaspard Zerbin). Anglet: Atlantica, 2001.
- Ont'a passat, ma planeta? : seguit de Suça-sang connexion. Toulouse: Institut d'Estudis Occitans, 2001,  (ISBN 2-85910-291-4).
- Popre ficcion : Roman cosmico-marselhés. Toulouse : Institut d'Estudis Occitans, 2001,  (ISBN 2-85910-282-5).
- Vidas e engranatges, Puylaurens : Institut d'Estudis Occitans, A tots 166, 2004,  (ISBN 2-85910-354-6).
- J@rdin de las Delícias.com. Institut d'Estudis Occitans, A tots 177, 2007,  (ISBN 978-2-85910-409-2).
- La princesa Valentina e autres contes. CRDP, 2008,  (ISBN 978-2-86626-274-7).
- Fin de partida. IEO Lengadòc, Béziers, 2013, 161 p,  (ISBN 979-10-92153-01-9).
- Suça-sang connexion : fast roman tolonenc, ambé sauça ketchup, e quauquei fritas 2014,   (ISBN 978-2-85910-534-1).
- La nau dels fòls. Institut d'Estudis Occitans, A tots 204, 2016,  (ISBN 978-2-85910-565-5).

### Linguistique
- Petit lexique du provençal à l'époque baroque, Institut d'études niçoises & Centre d'études occitanes, 1996.
- Dictionnaire grammatical de l’occitan moderne. CEO, 2000.
- Dictionnaire grammatical de l'occitan moderne, selon les parlers languedociens. Montpellier: Université de Montpellier, 2004,  (ISBN 2-84269-589-5).
- Vocabulaire thématique français-occitan : Selon les parlers languedociens. Montpellier: Publications de Montpellier III, 2005,  (ISBN 978-2-84269-669-6).
- Que dalle! Quand l'argot parle occitan, Institut d'Estudis Occitans, 2007.
- Petit guide insolent des mots occitans, passagers (clandestins) du français, Institut d'Estudis Occitans, (207 p.), 2014,  (ISBN 979-10-92153-05-7).
- Gramatica de l'occitan estandard, Collègi d'Occitania, 2020,  (ISBN 978-2-901526-00-1).